# Shutter (Film)
Shutter (Thai ชัตเตอร์ กดติดวิญญาณ) ist ein thailändischer Horrorfilm aus dem Jahr 2004 und das Regiedebüt von Banjong Pisanthanakun und Parkpoom Wongpoom.
2007 entstand mit dem tamilischen Film Sivi ein Remake der thailändischen Filmproduktion. Ein weiterer Ableger, die US-amerikanische Produktion Shutter – Sie sehen dich des Regisseurs Masayuki Ochiai, wurde 2008 mit Rachael Taylor und Joshua Jackson in den Hauptrollen veröffentlicht.

## Handlung
Der Fotograf Tun und seine attraktive Freundin Jane befinden sich nach einer Hochzeitsfeier, bei der auch einige von Tuns alten Studienfreunden anwesend waren, auf dem Weg nach Hause. Während ihrer Heimfahrt überfährt Jane, die von Tun kurzzeitig abgelenkt wird, eine junge Frau, bis sie selbst mit ihrem Wagen an einer Plakatwand zum Stillstand kommt. Das Unfallopfer bleibt regungslos auf der Straße liegen, und Jane will ihr zu Hilfe eilen, doch der angetrunkene Tun gerät in Panik und überredet seine Geliebte zur Fahrerflucht.
Die beiden verschweigen den Vorfall, bis Tun einige Tage später während einer Auftragsarbeit die geisterhafte Anwesenheit des toten Mädchens bemerkt, die sich später auch in seltsamen Schatten und verschwommenen, bleichen Gesichtern auf seinen Positiven zeigt. Um seine Freundin Jane, die seit dem Verkehrsunfall unter Schlafstörungen leidet, und sich selbst zu beruhigen, entschließt sich das Paar, zur Unglücksstelle zurückzukehren. Hier erfahren die beiden, dass es für die Tatzeit weder eine Leiche noch ein Polizeiprotokoll über einen Autounfall gibt. Tun, der von mysteriösen Nackenschmerzen geplagt wird, und Jane stellen daraufhin Nachforschungen an, um die Visionen bzw. den Geist des Mädchens zu ergründen, dessen Wut das Paar vermeintlich zu verfolgen scheint. Als sich diese Phänomene häufen, kommt es unter Tuns Freunden zu einer Serie unerklärlicher Selbstmorde, die alle im Zusammenhang mit dem jungen Mädchen stehen, die Jane als „Natre“ identifiziert. Natre, die eine geheime Liebesbeziehung zu Tun unterhielt und die Trennung nicht richtig verarbeitete, studierte in Bangkok an der gleichen Universität wie Tun, galt jedoch als Außenseiterin. Um mehr über sie zu erfahren, besucht das Paar das Elternhaus von Natre abseits von Bangkok, findet jedoch nur noch ihren leblosen Körper vor, der sich bereits im fortgeschrittenen Stadium der Verwesung befindet. Von der sichtlich mitgenommenen Mutter erfahren sie noch, dass ihre Tochter einst völlig verändert von Bangkok heimkehrte und später Suizid beging. Aufgrund der psychischen Instabilität der Mutter kam es jedoch nie zu einer Bestattung. In dem Glauben, diese könne die unheimlichen Ereignisse beenden, sorgen Jane und Tun dafür, dass eine Feuerbestattung in die Wege geleitet wird.  
Nach der Feuerbestattung findet Jane beim Stöbern in Tuns Apartment einige versteckte Negativfilme, die die Misshandlung und Vergewaltigung Natres durch Tuns Freunde dokumentieren – jene Freunde, die bereits Suizid begangen haben. Tun enttarnen sie gleichzeitig als Lügner, der seiner Ex-Geliebten Natre nicht zu Hilfe kam. Es stellt sich sogar heraus, dass er der Schöpfer der Fotos ist. Jane trennt sich daraufhin von Tun, der nun völlig vereinsamt seinen Wohnbereich fotografiert – auf der Suche nach seinem Geist. Auf einer Polaroid-Aufnahme entdeckt er am Ende des Films den auf seinen Schultern sitzenden und die Nackenschmerzen verursachenden Geist Natres, stürzt dabei aus dem Fenster seiner Wohnung und findet sich schwer verletzt im Krankenhaus wieder. In der letzten Einstellung des Films besucht Jane den entstellten Tun, auf dem noch immer (s)ein Schatten lastet.

## Kritiken
„Horrorfilm mit zahlreichen Genreanleihen, insbesondere bei der stilbildenden japanischen „Ring“-Serie. Die Geistergeschichte wird mit einigen überraschenden Einfällen aufgepeppt und überzeugt durch ein eigenständiges, geschickt konstruiertes Buch und gute Darsteller.“